# Micropeza planula
Micropeza planula är en tvåvingeart som beskrevs av Cresson 1926. Micropeza planula ingår i släktet Micropeza och familjen skridflugor.
Artens utbredningsområde är Venezuela. Inga underarter finns listade i Catalogue of Life.